# Roger Antoine
Roger Antoine, né le 28 juin 1929 à Bamako au Soudan français (aujourd'hui au Mali) et décédé le 11 août 2003 à Saclay dans l'Essonne, était un joueur de basket-ball français.

## Biographie
Coureur de haies au Stade Français, champion de France de la discipline en 1951 et 1952, Roger Antoine est repéré par le Paris université club (PUC) avec lequel il commence sa carrière de basketteur. Doté de qualités athlétiques exceptionnelles, il est dans la foulée sélectionné en équipe de France avec laquelle il débute dès 1951.
Capitaine de l'équipe de France de 1951 à 1960, il est également désigné capitaine de l'équipe d'Europe en 1964.
Il épouse l'internationale française Alice Seillier en août 1958, avec lequel il a deux filles. Il travaille en tant qu'ingénieur chez Renault.

## Club
- Paris UC
- CO Billancourt
- Paris UC

## Palmarès
compétitions nationales 
- champion de France 1963[4]
- Vainqueur de la Coupe de France en 1954, 1955, 1962, 1963[4]

### Sélection nationale
jeux olympiques d'été
- 10e aux jeux Olympiques de 1960  à Rome,  Italie
- 4e aux jeux Olympiques de 1956 à Melbourne,  Australie

Championnats du monde
- 4e aux Championnats du monde 1954,  Chili

Championnats d'Europe
- 8e aux Championnats d'Europe 1957,  Bulgarie

- Autres
  - Début en équipe de France le 1er décembre 1951 contre la Belgique à Gand (Belgique)
  - Dernière sélection le 10 septembre 1960 contre la Hongrie à Rome (Italie)

## Distinction personnelle
- Désigné « Gloire du sport français » en 2008[5]
- Médaille d'or à l'Académie des Sports en 1965
- Élu à l'Académie du basket en 2004